# 净室设计
净室设计（英語：Clean room design），也称中国墙技术（Chinese wall technique），是一种以逆向工程然后重新创作以复制某项设计，但不会侵犯与原始设计相关的任何著作權方法。净室设计有助于防止侵犯版权，因为它立足于独立的发明创造。但是，因为独立的发明创造不是对抗专利的有效辩护，净室设计通常不能用于规避专利限制。
该术语意指设计团队在未使用竞争对手任何专有技术知识的“干净”或明显不受污染的环境中工作。
通常来说，净室设计会先让某人检查系统如何重新实现，并撰写一份规范。然后律师审查这份规范，确保其不包含受到版权保护的资料。最后由与原检查员无关的团队实现该规范。

## 例子
凤凰科技公司将他们净室实现的IBM兼容BIOS出售给各PC制造商。
数个PC销售商，包括Corona Data Systems、Eagle Computer和Handwell公司，都于1984年被IBM成功起诉侵犯版权，并被迫以不侵犯IBM版权的方式重新实现其BIOS。上述三例情况发生在同年7月前，因为凤凰科技公司在同年7月宣布，他们提供自己BIOS的授权，其中明确强调了净室过程，凤凰科技的BIOS代码由一位从未接触英特尔微处理器的程序员编写，他早前是一名TMS9900程序员。早在20世纪90年代初，IBM就从向其他PC制造商（例如Matsushita/松下(1987)和京瓷 (1993-1994)）解决BIOS版权的侵权诉讼中赢获了数百万美元，不过后一项诉讼是就1985年至1990年之间的侵权行为。
另一个净室设计的例子是VTech对Apple II ROM在Laser 128上的成功仿製，这是Apple II所引发的几十个兼容仿製及苹果公司訴訟中唯一幸存的计算机型号。
ReactOS是一个逆向工程Windows而净室实现的开源操作系统。
微软的适用于Linux的Windows子系统的核心采用净室实现对 GPL 的隔离。

## 法律案例
虽然法律并未严格要求，净室设计通常被作为最佳做法。在1990年的英特尔公司诉NEC公司案件中，NEC要求宣判否决英特尔公司的指控，理据是NEC工程师只是将8086处理器的微程序在其NEC V20仿製中使用。一名美国法官裁定，虽然NEC微码的早期内部版本确有侵犯版权，但这在后来的NEC产品中确已不存在；尽管它源自前者，但两者有很大不同，可以认为没有侵犯版权。虽然NEC本身并未遵循严格的净室方法来开发其仿製的微码，但在试用期间，他们聘请了一个只能获得规范的独立承包商，最终编写了与NEC和英特尔代码有一定相似之处的代码。从这个证据中法官得出结论，某些例程中的相似性是兼容性要求而导致的功能受限问题，因此可能不存在创造性元素。尽管净室方法早已鉴于以前的案例（例如凤凰科技BIOS案）作为预防诉讼的措施，NEC诉英特尔案是美国法庭审判中第一例接受净室预防措施作为辩由的案例。在这方面值得一提的是，NEC确实拥有英特尔8086处理器专利的一份许可。
1999年的索尼公司诉Connectix公司案为逆向工程建立了重要的判決先例。索尼寻求就Connectix的Virtual Game Station模拟器侵犯版权的损害赔偿，声称其专有的BIOS代码在未经许可情况下被复制到Connectix的产品。索尼在第一次判决中获胜，但这在上诉裁决中被推翻。索尼最终购买了Virtual Game Station的权利，以防止其进一步销售和开发。这为解决商业逆向工程工作的法律问题构成了一项先例。

在制作过程中，Connectix未能成功尝试以中国墙方式来逆向工程该BIOS，因此其工程师直接反汇编了其目标代码。Connectix的成功申诉被认为，直接拆解和观察专有代码是有必要的，因为没有其他方法可以来确定其行为。摘自裁决：
一些作品比其他作品更接近预期版权保护的核心。索尼的BIOS的位置距离核心有一段距离，因为它包含不受保护的方面，无法不经复制就进行检查。因此，上诉法院将其判定为保护级别低于传统的文学作品。

## 拓展阅读
- Rachel Parker. . InfoWorld. 28 September 1987: 41  [2017-05-26]. ISSN 0199-6649. （原始内容存档于2014-06-28）.
- Peter Groves. . Edward Elgar Publishing. 2011: 53  [2017-05-26]. ISBN 978-1-84980-778-4. （原始内容存档于2014-06-28）.
- Lee Burgunder.  5th. Cengage Learning. 2010: 281–285  [2017-05-26]. ISBN 1-4390-7981-1. （原始内容存档于2014-06-28）.
- Jonathan Band; Masanobu Katoh. . MIT Press. 2011. ISBN 978-0-262-29446-1.